# Ingibjörg H. Bjarnason
Ingibjörg H. Bjarnason (14 de desembre de 1867- 30 d'octubre de 1941) va ser una política, sufragista, mestra d'escola i gimnasta islandesa. Va ser la primera dona en integrar l'Alþingi, el parlament islandès.

## Biografia
Ingibjörg va néixer a Þingeyri, Islàndia, l'any 1867. Els seus pares van ser Hakon Bjarnason i Johanna Kristin Þorleifsdóttir. Va tenir quatre germans.
Quan era adolescent, el seu pare va morir, ella es va traslladar a Reikiavik i va assistir a la Universitat de Dones de Reikiavik. Es va graduar a la universitat l'any 1882 i es va traslladar a Dinamarca a estudiar gimnàsia. Va retornar a Reikiavik l'any 1893 a ensenyar gimnàsia en una escola i l'any 1903 va retornar a la Universitat de Dones com a mestra. Va accedir al càrrec de directora l'any 1906 i es va mantenir en el càrrec durant 35 anys fins a la seva mort.

## Carrera política
Inicialment, es va involucrar en el moviment per al sufragi femení l'any 1894. L'any 1915, quan les dones van conquerir el dret a vot a Islàndia, Ingibjörg va ser escollida per part d'una organització feminista per accedir al parlament i va ser designada com a líder d'un comitè, el qual va recollir tots els fons necessaris per a construir l'Hospital de la Universitat d'Islàndia, a fi de celebrar el triomf de les sufragistes. A més a més, va liderar un moviment de dones precursor del partit polític feminista Llista de Dones, i el 1922 va resultar elegida com a membre del parlament. Es va convertir així. en la primera dona en integrar l'Alþingi. L'any 1924, es va unir al Partit Conservador d'Islàndia i va romandre al parlament fins a 1927. Durant la seva carrera política va promoure els drets de les dones i els nens.
Després de retirar-se com a parlamentària, va romandre activa en el moviment feminista d'Islàndia i l'any 1930 va ser fundadora i presidenta de l'organització de dones "Kvenfélagasambands Íslands". Va rebre crítiques d'algunes dones per la seva afinitat amb el Partit Conservador, per recolzar causes com l'establiment d'una escola d'economia domèstica i per suggerir que les dones havien aconseguit la igualtat completa quan van accedir al dret a vot l'any 1915. També va participar en el comitè del Lansbanki de 1928 a 1932, i va ser membre del Consell d'Educació d'Islàndia de 1928 a 1934. Va morir a l'octubre de 1941.

## Llegat
Al novembre de 2011, 70 anys després de la mort d'Ingibjörg, es va anunciar l'aprovació per part del Consell Municipal de Reikiavik per a construir un monument d'homenatge permanent en el seu honor. Es va realitzar un celebració a l'Alþingi el juliol de 2012 per celebrar el 90 aniversari de l'elecció que va portar a Ingibjörg al parlament.